# Dekanat Białystok
Dekanat Białystok – jeden z 5 dekanatów diecezji białostocko-gdańskiej Polskiego Autokefalicznego Kościoła Prawosławnego.

## Parafie
W skład dekanatu wchodzi 19 parafii:
- parafia Świętego Ducha w Białymstoku
  - cerkiew Świętego Ducha w Białymstoku
- parafia św. Jana Teologa w Białymstoku
  - cerkiew św. Jana Teologa w Białymstoku
  - kaplica – baptysterium św. Mikołaja Serbskiego w Białymstoku
- parafia św. Jerzego w Białymstoku
  - cerkiew św. Jerzego w Białymstoku
- parafia św. Mikołaja w Białymstoku
  - sobór św. Mikołaja w Białymstoku
  - cerkiew św. Eufrozyny Połockiej w Białymstoku
  - cerkiew św. Marii Magdaleny w Białymstoku
  - kaplica Świętych Cyryla i Metodego w Niepublicznej Szkole Podstawowej im. Świętych Cyryla i Metodego w Białymstoku
- parafia św. Proroka Eliasza w Białymstoku
  - cerkiew św. Proroka Eliasza w Białymstoku
  - cerkiew św. Grzegorza Peradze w Białymstoku
- parafia św. Sofii Mądrości Bożej w Białymstoku
  - cerkiew Mądrości Bożej w Białymstoku
- parafia Wszystkich Świętych w Białymstoku
  - cerkiew Wszystkich Świętych w Białymstoku
- parafia Zaśnięcia Najświętszej Maryi Panny w Białymstoku
  - cerkiew Zaśnięcia Najświętszej Maryi Panny w Białymstoku
- parafia Zmartwychwstania Pańskiego w Białymstoku
  - cerkiew Zmartwychwstania Pańskiego w Białymstoku
- parafia  Opieki Matki Bożej w Choroszczy
  - cerkiew Opieki Matki Bożej w Choroszczy
- parafia  Świętych Niewiast Niosących Wonności w Czarnej Białostockiej
  - cerkiew Świętych Niewiast Niosących Wonności w Czarnej Białostockiej
- parafia  Świętych Apostołów Piotra i Pawła w Ełku
  - cerkiew Świętych Apostołów Piotra i Pawła w Ełku
- Parafia Podwyższenia Krzyża Świętego w Fastach
  - cerkiew Podwyższenia Krzyża Świętego w Fastach
  - cerkiew św. Michała Archanioła w Fastach
- parafia  Podwyższenia Krzyża Pańskiego w Kożanach
  - cerkiew Podwyższenia Krzyża Pańskiego w Kożanach
  - kaplica Kazańskiej Ikony Matki Bożej w Kożanach
  - kaplica Kazańskiej Ikony Matki Bożej w Zajączkach
  - kaplica św. Jana Chrzciciela w Złotnikach
- parafia Zwiastowania Przenajświętszej Bogurodzicy i św. Jana Teologa w Supraślu
  - cerkiew Zwiastowania Przenajświętszej Bogurodzicy w Supraślu
  - cerkiew św. Antoniego Supraskiego w Supraślu
  - cerkiew św. Jana Teologa w Supraślu
  - cerkiew Ikony Matki Bożej „Życiodajne Źródło” w Karakulach (w budowie)
  - cerkiew św. Łukasza Biskupa Krymu w Łaźniach
  - kaplica św. Jerzego Zwycięzcy w Supraślu
- parafia  św. Mikołaja Cudotwórcy w Topilcu
  - cerkiew św. Mikołaja Cudotwórcy w Topilcu
  - kaplica św. Jerzego w Topilcu
  - kaplica św. Barbary w Baciutach
- parafia  Świętych Apostołów Piotra i Pawła w Wasilkowie
  - cerkiew Świętych Apostołów Piotra i Pawła w Wasilkowie
  - kaplica św. Tomasza w Wasilkowie (w budowie)
- parafia Zaśnięcia Najświętszej Maryi Panny w Zabłudowie
  - cerkiew Zaśnięcia Najświętszej Maryi Panny w Zabłudowie
- parafia św. Męczennika Pantelejmona w Zaściankach
  - cerkiew św. Męczennika Pantelejmona w Zaściankach